# الربط الساخن
الربط الساخن (بالإنجليزية: Hotlinking)‏ هو تعبير اصطلح عليه لتعريف عملية يقوم بها البعض عبر إضافة صور أو ملفات من مواقع أخرى مما يفقد الموقع المضيف من حجم تدفق البيانات المسموح به للموقع بسرعة.